# Emmanuel Rottey
Emmanuel Rottey (Tielt, 31 januari 1977) is een Vlaams journalist en televisiepresentator.

## Levensloop
Emmanuel Rottey studeerde Germaanse talen (Engels en Nederlands) aan de Katholieke Universiteit Leuven, en aansluitend ook culturele studies, in Madrid en Leuven.
Hij liep stage bij de West-Vlaamse televisiezender Focus-WTV. In 2000 ging hij daar eerst als freelancer, dan met interim- en ten slotte met een vast contract aan de slag als reporter.
Begin 2001 ging Emmanuel Rottey bij de VRT werken, eerst bij Het Journaal, dan bij Terzake. In de lente van 2006 werd hij ook eindredacteur van Terzake. Vanaf 2008 presenteerde hij het duidingsprogramma Terzake op Canvas, meestal samen met Lisbeth Imbo.
Begin 2012 werd Rottey benoemd tot hoofdredacteur Nieuwsgaring, Online en Sociale Media bij de nieuwsdienst van de VRT. In 2016 verliet hij de VRT tijdelijk, waardoor zijn functie als hoofdredacteur vacant werd. In november 2016 keerde hij terug naar de nieuwsdienst en werd er eindredacteur bij Het Journaal. In oktober 2017 werd hij coördinator politiek en economie van VRT NWS en in januari 2021 eindredacteur video en audio.
In oktober 2021 verliet Rottey de VRT en werd hij persattaché bij de Katholieke Universiteit Leuven.